# Cercidifilàcies
Cercidiphyllaceae és una família de petita plantes dicotiledònies que comprèn gens més que un sol gènere Cercidiphyllum.
El katsura és un gran arbre de fulles caduques, de les regions temperades de l'est d'Àsia, conreat com a font de fusta per a la construcció d'habitatges i com a arbre ornamental.
La classificació filogenètica situa a aquesta família dins de l'ordre de les saxifragals.